# Mycena pullata
Mycena pullata é uma espécie de cogumelo da família Mycenaceae.